# Beetleborgs
Beetleborgs : Une BD d'enfer (Big Bad Beetleborgs puis Beetleborgs Metallix) est une série télévisée américaine/canadien en 88 épisodes de 23 minutes, créée par Haïm Saban et diffusée entre le 7 septembre 1996 aux États-Unis et 11 octobre 1996 au Canada et le 2 mars 1998 sur Fox Kids et YTV.
En France, la série a été diffusée du 1er septembre 1997 au 19 mai 1999 sur TF1 dans l'émission TF! Jeunesse et rediffusée sur France 3 dans Les Minikeums de 1999 à 2000 ou encore rediffusée aussi en l'an 2000 toujours sur TF1. Et au Québec à partir du 6 septembre 1997 sur le réseau TVA sous le titre Beetleborgs.

## Synopsis
L'histoire débute lorsque cinq enfants (dont les 3 futurs héros : Jo, son frère Drew, et leur ami Roland) font le pari de rentrer dans un manoir réputé hanté. Une fois à l'intérieur, les trois héros rencontrent un vampire, une momie et une imitation du monstre de Frankenstein. Ils s'échappent par un passage secret menant à une pièce cachée. Pendant ce temps les deux autres enfants, pensant se déguiser pour effrayer les héros, fuient en entendant les cris de Jo, la fille du groupe. Jo, Drew et Roland y trouvent un vieil orgue étrange. Jo s'y accoude désespérée et active des notes, ce qui, sans le savoir, déclenche un mécanisme libérant de l'instrument un étrange génie, un peu clown, nommé Flabber. Reconnaissant envers ses libérateurs, il accepte de leur exaucer un vœu. Les trois enfants se révèlent être des fans du comic The Beetleborgs et demandent donc à Flabber qu'il les transforme en leurs héros préférés. Malheureusement, en transformant les jeunes gens en super-héros, il libère en même temps du comic les méchants, les Magniavores. Commence alors une bataille dans le monde réel.

## Fiche technique
- Maison de production : Studio Toei
- Année de production : 1996
- Réalisation : Doug Campbell, Brian Thomas Jones, James Mathers, Gabe Torres
- Production : Haïm Saban, Shuki Levy
- Scénarios : Libby Hinson, Paul Corrigan, Lisa Page, Tom Milo, Louis J. Zivot
- Effets spéciaux : Rick Shick, Michael Carter
- Direction artistique : Brad Douglas, Phil Brandes
- Musiques : Marc Crandall
- Génénérique français interprété par : Claude Vallois
- Doublage français : Studio SOFI

## Distribution
- Wesley Barker (VF : Hervé Rey) : Drew McCormick/Beetleborg Stinger Bleu/Beetleborg Chromium Or (Metallix)
- Herbie Baez (VF : Alexis Tomassian) : Roland Williams/Beetleborg Hunter Vert/Beetleborg Titanium Argent (Metallix)
- Shannon Chandler (VF : Dorothée Pousséo) : Jo McCormick / Beetleborg Striker Rouge (1)
- Brittany Konarzewski (VF : Dorothée Pousséo) : Jo McCormick/Beetleborg Striker Rouge (2)/ Beetleborg Platinium Pourpre (Metallix)
- Billy Forester (VF : Patrick Préjean) : Flabber
- Joe Hackett (VF : Jean-François Kopf) : Fangula
- Blake Torney (VF : Serge Bourrier) : Frankenbeans
- Balinda English (VF : Francine Lainé) : Jara
- Kisu (VF : Patrick Préjean) : Vexor
- Warren Berkow : Josh Baldwin/Superblaster Beetleborgs Blanc
- Rigg Kennedy : Art Fortunes
- Marshal Hilton (VF : Gérard Surugue) : Les Fortunes
- Christopher Cho (VF : Jean-François Kopf) : Nukus
- Claudine Barros (VF : Francine Lainé) : Horibelle

## Épisodes

### Première saison (1996-1997)
| N° | Titre français                   | Titre original                                  |
| -- | -------------------------------- | ----------------------------------------------- |
| 01 | La maison hantée, 1re Partie     | Beetle Rock, Part I                             |
| 02 | La maison hantée, 2e Partie      | Beetle Rock, Part II                            |
| 03 | Oh le gentil nounours            | TNT for Two                                     |
| 04 | Le chasseur de fantômes          | The Ghost is Toast                              |
| 05 | La chasse au trésor              | The Treasure of Hillhurst Mansion               |
| 06 | La complainte du loup-garou      | Never Cry Werewolf                              |
| 07 | Le grimoire                      | Say the Magic Word                              |
| 08 | L'enfer du tournage              | Lights, Camera, Too Much Action                 |
| 09 | Nano dans la maison hantée       | Nano in the House                               |
| 10 | Un train de folie                | Locomotion Commotion                            |
| 11 | L'accélérateur d'énergie         | Cat-tastrophy                                   |
| 12 | L'anniversaire d'Heather         | Drew and Flabber's Less Than Fabulous Adventure |
| 13 | La pagaille                      | Ghouls Just Wanna Have Fun                      |
| 14 | Le monde est fou                 | It's a Bad, Bad, Bad, Bad World                 |
| 15 | Le bossu de Hillhurst            | The Hunchback of Hillhurst                      |
| 16 | L'apprenti Beetleborgs           | The Littlest Brattleborg                        |
| 17 | Drôle de cachette                | Haunted Hideout                                 |
| 18 | Le rock des monstres             | Monster Rock                                    |
| 19 | Le créateur de Beetleborgs       | Convention Dimension                            |
| 20 | La science en fête               | Root of All Evil                                |
| 21 | Le papa de Franckie              | The Doctor Is In                                |
| 22 | Les extraterrestres              | Space Case                                      |
| 23 | Un cerveau sinon rien            | The Brain in the Attic                          |
| 24 | Franckie prend la clé des champs | Bye, Bye Frankie                                |
| 25 | Les apprentis vampires           | Fangs Over Charterville                         |
| 26 | Deux nouveaux arrivants          | Curse of the Shadowborg                         |
| 27 | Le quatrième Beetleborgs         | The Rise of the Blaster Borg                    |
| 28 | Vexor rumine sa vengeance        | The Revenge of Vexor                            |
| 29 | Une décision difficile à prendre | A Friend in Need                                |
| 30 | Méga bleu                        | Raiders of the Tomb                             |
| 31 | La fin de Shadowborg             | Big Rumble in Charterville                      |
| 32 | Barbe-noire le pirate            | Yo Ho Borgs                                     |
| 33 | Le premier Noël pour Flabber     | Christmas Bells and Phantom's Spells            |
| 34 | Nos amis les animaux             | Pet Problems                                    |
| 35 | Un fantôme dérangeant            | Phantom of Hillhurst                            |
| 36 | Une opération délicate           | Operation Frankenbeans                          |
| 37 | Le mauvais sort                  | The Curse of Mums' Tomb                         |
| 38 | Le vieux fantôme                 | This Old Ghost                                  |
| 39 | La transformation de Jo          | Jo's Strange Change                             |
| 40 | La nuit du loup-garou            | She Wolf                                        |
| 41 | Quelque chose de pas frais       | Something Fishy                                 |
| 42 | La fiancée de Frankenbeans       | Bride of Frankenbeans                           |
| 43 | Fangula se prive                 | Fangula's Last Bite                             |
| 44 | Le bon, le méchant et l'affreux  | The Good, the Bad, and the Scary                |
| 45 | Une belle pagaille               | Buggin' Out                                     |
| 46 | Les nouvelles recrues            | Svengali, By Golly                              |
| 47 | Attention les yeux               | Big Bad Luck                                    |
| 48 | Naissance d'un monstre           | A Monster is Born                               |
| 49 | Le chasseur de vampires          | Norman Nussbaum: Vampire Hunter                 |
| 50 | Frayeurs entre frères            | Brotherly Fright                                |
| 51 | Un auteur à frisson              | Fright Files                                    |
| 52 | Un adversaire redoutable         | Borgslayer!                                     |
| 53 | La fin de Vexor                  | Vexor's Last Laugh                              |

### Deuxième saison (1997 - 1998)
| no | no saison | Titre français                       | Titre original                     |
| -- | --------- | ------------------------------------ | ---------------------------------- |
| 54 | 01        | Les crustacéans attaquent            | Crush of the Crustaceans           |
| 55 | 02        | La naissance de Beetleborgs Metallix | Metallix Rising                    |
| 56 | 03        | La résistance s'organise ou Alerte   | Battle Station Alert               |
| 57 | 04        | La petite intruse                    | Ghoul Trouble                      |
| 58 | 05        | Menace sur les enfants               | Totally Slammin' Sector Cycles     |
| 59 | 06        | À en perdre la tête                  | Headless Over Heels                |
| 60 | 07        | L'imposteur                          | Monster Imposter                   |
| 61 | 08        | L'hôtel des horreurs                 | Horror Hotel                       |
| 62 | 09        | Les apprentis sorciers               | Les is More                        |
| 63 | 10        | La vieille gloire                    | Sunset Boo-levard                  |
| 64 | 11        | Beetleborgs à la une                 | Extra...Beetleborgs Revealed       |
| 65 | 12        | Le chasseur de primes                | Who's That Ghoul?                  |
| 66 | 13        | Le suceur de cerveaux                | Attack of the Brain Suckers        |
| 67 | 14        | Un visiteur important                | Don't Fear the Reaper              |
| 68 | 15        | Le portrait                          | The Old Gray Flabber               |
| 69 | 16        | Le frère de Frankie                  | Son of Frankenbeans                |
| 70 | 17        | Une belle plante                     | How Does Your Garden Grow?         |
| 71 | 18        | La maman de la momie                 | The Curse of the Mummy's Mommy     |
| 72 | 19        | La maison hantée d'Halloween         | Halloween Haunted House of Horrors |
| 73 | 20        | Quels beaux cauchemars               | Booger Man                         |
| 74 | 21        | Manque de Poe                        | The Poe and the Pendulum           |
| 75 | 22        | Premières bandes dessinées           | The Lost Comic                     |
| 76 | 23        | L'arrivée de Dragon-Borg             | Enter the Dragon Borg              |
| 77 | 24        | Disparitions surprises               | To Foretell the Truth              |
| 78 | 25        | Wolfgang veut se battre              | Wolfie's Wild Ride                 |
| 79 | 26        | L'arrivée de Lady Borg               | Lady and the Champ                 |
| 80 | 27        | La rançon                            | Astral Ransom                      |
| 81 | 28        | L'embuscade                          | Astral Ambush                      |
| 82 | 29        | Roboborg                             | Roboborg                           |
| 83 | 30        | Fangula prédit l'avenir              | Mega Spectra Beetleborgs           |
| 84 | 31        | Le choc des titans                   | Battle of the Giants               |
| 85 | 32        | Une fourrure hors de prix            | Robo Rumble                        |
| 86 | 33        | L'imposteur                          | Super Fang                         |
| 87 | 34        | Créature du baron                    | Experiment in Evil                 |
| 88 | 35        | Un méga combat                       | Mega Borg Power                    |

## Commentaires
Cette autre adaptation de Haim Saban d'une série japonaise, B-Fighters pour la première saison et B-Fighters Kabuto pour la seconde, connut un succès en demi-teinte, peut-être du fait d'une naïveté excessive, même pour une émission jeunesse. En effet, les héros de cette série sont des enfants ; Saban tenait en la diffusant à toucher un public plus jeune que pour les Power Rangers. Une gamme de jouets est néanmoins sortie à cet effet et s'est relativement bien vendue.
Shannon Chandler a dû quitter la série pour tourner dans un autre projet des productions Saban, Casper, l'apprenti fantôme. Elle est remplacée par Brittany Konarzewski à l'épisode 39 et le changement de casting est expliqué dans la série par un sort jeté sur le personnage.
À l'occasion de la seconde saison, la série a changé de nom pour Beetleborgs Mettalix tandis que les héros ont changé d'armure et d'ennemis, avec l'arrivée de Nukus et son armée.
Un épisode fut tourné au Comic-Con de San Diego, les trois héros y croiseront Spider-Man (qui a sa voix française de la série de 1994), Guido Anchovy de Samouraï Pizza Cats et Super Zéro (The Tick). Dans cet épisode les Beetleborgs feront équipe avec les héros de la série Tokusou Robot Janperson (le Metal Hero de 1994).
À la fin de la série, contrairement aux Magnavores qui sont emprisonnés à nouveau dans la Bande Dessinée, les Crustaceans menés par Nukus sont toujours libres. Il est présumé qu’ils sont enfermés à nouveau dans la Bande Dessinée hors de l’écran par les Beetleborgs ou par Arts Fortunes comme punition de l’avoir traité comme un esclave.